# Тритон (Marvel Comics)
Тритон (англ. Triton) — персонаж из комиксов, издаваемых Marvel Comics, член королевской семьи Нелюдей, расы сверхлюдей.

## История создания
Тритон, созданный писателем Стэном Ли и художником Джеком Кирби, впервые появился в Fantastic Four № 45 (декабрь 1965).

## Биография
Тритон является членом королевской семьи Нелюдей, сыном Мандера и Азуры, братом Карнака и кузеном Горгона, Черного Грома, Максимуса, Медузы и Кристал. Тритон родился на острове Аттилан и был подвержен действию тумана Терригена будучи младенцем. Туман изменил его тело, сделав его кожу зеленой и дав способность дышать под водой, а также выдерживать холодные температуры и большое давление. Неудачным побочным эффектом была потеря способности к выживанию в неводной среде. В результате он жил в специально сконструированном районе города-государства Нелюдей Аттилане и нуждался в специальном дыхательном аппарате, чтобы выйти из воды. Устройство сначала было громоздким, но в конечном счёте уменьшилось в размерах при помощи Безумного Максимуса. После настолько серьёзных последствий мутации Тритона его родители запретили своему второму сыну Карнаку подвергаться воздействию Терригена.
Тритон позже впервые столкнулся с Фантастической четвёркой. Во время случайной встречи он говорит своим собратьям Нелюдям, что знает о Халки из файлов микрофильма Рида Ричардса. Тритон приобретает искусственную систему жизнеобеспечения, которая позволила ему существовать без воды. Затем он первым покинул Большое убежице с другими членами королевской семьи, действуя в качестве разведчика для них. Он был освобожден из-под отрицательного барьера с остальными Нелюдьми. Затем он помог Фантастической четверке в сражении против Бластаара.
Тритон позже встретил Подводника, а затем они сражались с Левиафаном Человека-растения. Он помог королевской семье предотвратить попытку Максимуса разрушить Великое Убежище. Затем он захватил Максимуса в одиночку, и вместе с королевской семьей боролся с Мандарином.  Он отправился в Нью-Йорк, чтобы предупредить Мстителей о причастности Нелюдей к войне Крии и Скруллов.
Тритон позже сражался с Бластааром и Карпоидами Крии. Он отправился в Нью-Йорк за помощью в поисках королевской семьи в связи с угрозой землетрясения в Аттилане, и сражался с Шаттерстаром. Он был заключён в тюрьму Максимусом, а затем помог королевской семье в борьбе с узурпатором и его злыми Нелюдьми. Он покинул Землю с королевской семьей, чтобы предотвратить покорение Нелюдей расой Крии, где сражался с различными инопланетянами. Он боролся с агентами Крии, вернулся на Землю и сражался с Погонщиком Крии. Он боролся с Халком вместе с королевской семьей.
Тритон участвовал в Исходе Нелюдей, когда Аттилан был переведён с Земли на Луну. Он имел конфликт с Мстителями, подконтрольным разуму Максимуса. Тритон сопровождал Медузу на Землю, когда она бежала из Аттилана, чтобы избежать обязательного аборта по приказу Генетического совета. Также Тритон сражался с мутировавшей после контакта с токсичными отходами водной флорой и фауной.
Тритон поддерживает дружбу с Нэмором-Подводником, и время от времени принимал участие в историях с другими водными обитателями вселенной Marvel. Он имел центральную роль в крупных историях-кроссоверах, таких как «Война Крии и Скруллов»  и «Атлантида атакует!»
Во время основной сюжетной линии Секретное вторжение, королевская семья вступает в союз с Крии чтобы освободить Чёрного Грома из плена Скруллов. Вместе они обнаруживают слабые места в обороне Скруллов и разделяются, чтобы восстановить ресурсы для использования. Тритон отправляется на водную планету Пелагия, где встречает расу водяных существ, очень похожих на него внешним видом. Он развивает чувства к их представительнице Даскилле. Столкнувшись с враждебными пелагианцами Тритону удаётся их одолеть и найти то, что он искал. Система для дыхания Тритона была модернизирована Крии и позволила ему работать в безвоздушном пространстве, таким образом, позволяя ему физически атаковать корабль Скруллов во время спасения.

## Силы и способности
Тритон является представителем расы Нелюдей, искусственно мутировавшим под воздействием тумана Терригена, что дало ему чешуйчатую зеленоватую кожу и перепонки между пальцами рук и ног, перепончатые плавники у висков и маленький спинной плавник, который тянется от основания черепа до лба. Тритон способен дышать под водой, плавать на больших скоростях. Он не может существовать вне воды без искусственных вспомогательных средств, так как не может естественно дышать воздухом и нуждается почти в постоянном контакте с водой чтобы выжить. Он способен выживать под водой на неопределенный срок, а также выдерживать температуру и давление океанских глубин, что даёт ему сверхчеловеческую силу. Его зрение более чувствительно к зеленой части видимого спектра, что позволяет ему видеть в относительно тёмных глубинах океана.
Тритон прошёл королевскую военную подготовку Нелюдей. Когда Тритон находится на земле, он использует систему циркуляции воды, состоящую из отрезков пластиковых труб, которые проходят вдоль его туловища и конечностей, обеспечивая подачу свежей воды в его жабры.

## Альтернативные версии

### Amalgam Comics
Во вселенной Amalgam Comic присутствует персонаж Трисеринак, являющейся комбинацией Тритона, Карнака и персонажа DC Comics Серифана. Он является членом супергеройской команды Un-People

### Земля Икс
В альтернативном будущем Земли Икс Тритон претерпел изменения, став больше похожим на рыбу. Он помогает королевской семье в исследовании Земли.

### Возрождение героев
В этой альтернативной вселенной Тритон и другие нелюди почитают Галактуса и его герольдов.
Позже, в Heroes Reborn № 3, Тритон показан как один из многих героев на борту хорошо оборудованного космического корабля, принадлежащего Доктору Думу. Он вместе со многими другими героями и Нелюдьми должен вернуться в основную вселенную Marvel, иначе все альтернативные вселенные будут поставлены под угрозу.

### Зомби Marvel
В Marvel Zombies Тритон появляется как часть Сопротивления Щ.И.Т. Ника Фьюри, созданном для борьбы с инфекцией. Зомбированный Тритон позже появляется и нападает Циклопа во время финальной битвы между заражёнными и неинфицированных. Позже, он путешествует вместе с другими Нелюдьми-зомби чтобы съесть человеческих клонов, которые находятся под контролём Кингпина. Зомби-Тритон вместе с другими зараженными сверхсуществами позже отправляется в мир Marvel Apes, где они убивают одного человека-шимпанзе. Тело Тритона было сильно повреждено, позже все зомби переносятся обратно в свою родную сферу местными героями. Однако рука Тритона остаётся в том мире и используется в качестве мерного локатора инфицированным Железного Мандрилла в постоянной попытке повторного открытия и потенциально доминирования над зомби-вселенной.

### Marvel Ultimate
Во вселенной Ultimate Тритон так же является членом королевской семьи Нелюдей, которая сталкивается с Фантастической четвёркой, когда Кристалл сбежала из дома.

## Вне комиксов

Майк Мо в роли Тритона в телесериале «Сверхлюди»

### Телевидение
- Тритон появлялся в несколькоих сериях 2 сезона мультсериала «Фантастическая четвёрка» 1994 года, где его сначала озвучил Роки Кэрролл, а позже — Марк Хэмилл.
- Джеймс Арнольд Тейлор озвучил Тритона в мультсериалах «Халк и агенты У.Д.А.Р.», «Совершенный Человек-паук», «Стражи Галактики» и «Мстители, общий сбор!».
- В телесериале «Сверхлюди» Тритона сыграл Майк Мо. Он появился в 1 серии и пытался на Гавайях спасти земную девушку-нелюдь, за которой гнались вооружённые люди. Но они убивают девушку и ранят самого Тритона, и тот падает в океан. Позже оказывается, что он жив и всё делал по сговору с Чёрным Громом. Он возвращается в Аттилан вместе с королевской семьёй, отключает энергию, после чего захватывает Максимуса и доставляет его Чёрному Грому.

### Видеоигры
- Тритон, озвученный Томом Кейном, появляется в игры Marvel: Ultimate Alliance.